# Selkäsaari (ö i Norra Savolax, Norra Savolax, lat 63,46, long 26,69)
Selkäsaari är en ö i Finland. Den ligger i sjön Sulkavanjärvi och i kommunen Kiuruvesi i den ekonomiska regionen  Övre Savolax ekonomiska region  och landskapet Norra Savolax, i den centrala delen av landet, 400 km norr om huvudstaden Helsingfors. Öns area är 9,2 hektar och dess största längd är 450 meter i nord-sydlig riktning.